# Vicedominus di Aschaffenburg
Il Vicedominus di Aschaffenburg fu una carica amministrativa dell'elettorato di Magonza.

## L'uso del termine di "vicario" come governatore
Dal periodo di governo del vescovo Adalberto I di Saarbrücken, ovvero dal 1120 circa, iniziò a diffondersi l'uso dell'incarico di vicedominus di Aschaffenburg nei territori dell'arcidiocesi di Magonza. Chi ricopriva tale incarico era de facto un governatore per conto del vescovo locale sulla città di Aschaffenburg, importante area nel territorio diocesano su cui i vescovi vantavano diritti sin dall'epoca carolingia. La necessità di avere un rappresentante stabile dei vescovi nell'area era data dal fatto che su questa stessa zona insistevano i territori dei conti di Rieneckche coi quali erano sovente conflitti, come pure coi conti di Hanau che nel tempo divennero tra i più potenti feudatari dell'area. La presenza di un rappresentante del governo diocesano, inoltre, garantiva il pieno rispetto delle norme decise dal vescovo e consentiva di placare i particolarismi dell'aristocrazia locale.
Sino al XVII secolo, i compiti essenziali del vicedominus comprendevano la protezione militare del distretto affidatogli nonché l'amministrazione della giustizia penale per conto del vescovo, in particolare durante il travagliato periodo della guerra dei trent'anni.
Con la riforma degli uffici dell'elettorato di Magonza del 1772, l'incarico non venne abolito ma con la morte dell'ultimo reggente in carica in quello stesso anno, la carica non venne più rinnovata. L'incarico venne definitivamente abolito con il Reichsdeputationshauptschluss del 1803 e la soppressione dello stato secolare di Magonza.

### Vicedomini di Aschaffenburg
- Warmunt von Wallstadt (1122)
- von Wigand (1131)
- Konrad von Wallstadt (1150 - 1183)
- Conrad von Waldenburg (1189)
- Conrad von Besenbach (1222)
- Heinrich von Budenheim (1227)
- Hermann von Bessenbach (1236)
- von Stocar (1260)
- von Sibold (1267)
- von Gozo (1271)
- von Duren (1275)
- Eberhard von Uffenheim (1285)
- Henricius (1290)
- Schelm (1291)
- von Wede (1300)
- Hermann von Schelm (1308)
- Wolfgang von Praunheim (1324)
- Joh. Von Rockenburg (1326)
- von Bilmar (1333)
- Eberhard von Fechenbach (1344)
- von Lundorf (1350)
- von Altheim (1360)
- Eberhard von Fechenbach (1361)
- von Hirschhorn (1398)
- von Hofheim (1400)
- Hamanus Echter von Mespelbrunn (1419)
- Dieter II Landschad von Steinach (1420)
- Dieter Kämmerer von Worms (1425)
- Philipp von Hirschhorn (1432)
- Peter von Rosenbach (1435)
- Martin von Forstmeister (1438)
- Conrad von Bickenbach (1439)
- Johann von Erlenbach
- Eberhard von Ridern (1458)
- Philipp Schenk von Erbach
- Eberhard II von Eppstein
- Johann VII von Kronberg
- Oswald von Groschlag zu Dieburg (1506–1514)
- Reinhard von Rieneck (1514–1520)
- Philipp Echter von Mespelbrun (1520-1528)
- Bernhard von Hartheim (1530-1533)
- Eberhard Rüd von Collenberg (1537-1540)
- Christoph Fock von Wallstadt (1543-1547)
- Johann Oiger Brendel von Homburg (1547–1555)
- Melchior von Graenroth († 20 giugno 1578) (1555–1578)[1]
- Hartmut XIV von Kronberg (1578–1609)
- Johann Dietrich von Reiffenberg (1610–1614)
- Wilhelm Ferdinand von Efferen (1614–1618)
- Philipp von Hoheneck (1618–1638)
- Gerhard von Waldenburg (1638–1660)
- Johann Reinhard von Hoheneck († 30 luglio 1672) (1660–1672)
- Melchior Friedrich von Schönborn-Buchheim (1672–1700)
- Rudolf Franz Erwein von Schönborn (1700–1733)
- Joseph Franz Bonaventura von Schönborn-Wiesentheid (1733–1773)[2][3]